# 蒙特瓦戈
蒙特瓦戈（義大利語：Montevago），是意大利西西里大区阿格里真托省的一个市镇。总面积32.45平方公里，人口3023人，人口密度93.2人/平方公里（2009年）。ISTAT代码为084025。